# FC Spartaki Tbilisi
El FC Spartaki Tbilisi es un equipo de fútbol de Georgia que juega en la Meore Liga, la tercera división de fútbol en el país.

## Historia
Fue fundado en el año 1946 en la ciudad de Tiflis con el nombre Krylya Sovetov Tbilisi luego de finalizar la Segunda Guerra Mundial, aunque dos años después cambia su nombre por el de Spartak Tbilisi, basando su nombre y colores en los del FC Spartak de Moscú de Rusia.
Durante la época soviética el club llegó a participar en dos temporadas en la Primera División de la Unión Soviética en la que disputó 64 partidos, aunque la mitad de ellos fueron derrotas, anotó 82 goles y recibió 109, y el equipo desaparece tras la caída de la Unión Soviética en 1991.

### Refundación
En 2002 el club es refundado con su denominación actual tras una traducción de su nombre oficial del ruso al georgiano, donde han disputado más de 50 partidos en la Umaglesi Liga, aunque sus resultado no han sido del todo positivos.

## Nombres
- 1946—1947: Krylya Sovetov Tbilisi
- 1948—1991: Spartak Tbilisi
- 2002—2003: Spartaki Tbilisi
- 2003—2004: Spartaki-Lazika Zugdidi
- 2004—hoy: Spartaki Tbilisi

## Palmarés
- Pirveli Liga: 1

2002/03